# Primera guerra anglo-maratha
La Primera guerra anglo-maratha (1775-1782) fue la primera de las tres guerras anglo-marathas libradas entre la British East India Company y el Imperio Maratha en la India. La guerra comenzó con el Tratado de Surat y terminó con el  Tratado de Salbai.

## Antecedentes
Tras la muerte de Madhavrao Peshwa en 1772, su hermano Narayanrao se hizo Peshwa del Imperio Maratha. No obstante, Raghunathrao, el tío de Narayanrao, había mandado asesinar a su sobrino en una conspiración de palacio que resultó en que Raghunathrao se convertiese en Peshwa, aunque él no era el heredero legal. 
La viuda de Narayanrao, Gangabai, dio a luz a un hijo póstumo, que era el heredero legal al trono. El recién nacido fue nombrado 'Sawai' Madhavrao (Sawai significa “Uno y cuarto”). Doce jefes maratha, dirigidos por Nana Phadnis nombraron al niño como el nuevo Peshwa y gobernaron en virtud de él como regentes. 
Raghunathrao, no quiere renunciar a su posición de poder, buscó la ayuda británica en Bombay y firmó el Tratado de Surat el 6 de marzo de 1775. Según el tratado, Raghunathrao cedió el territorio de Salsette y Vasai a los británicos, junto con parte de los ingresos de los distritos de Surat y Bharuch. A cambio, los británicos prometieron proporcionar a Raghunathrao 2.500 soldados. 
El Consejo Británico de Calcuta condenó el Tratado de Surat, enviando al Coronel Upton a Pune para que lo anule y haga un nuevo tratado con la regencia. El Tratado de Purandhar (1 de marzo de 1776) anuló la de Surat, Raghunathrao fue pensionado y abandonó su causa, pero los ingresos de los distritos y Salsette fueron retenidos por los británicos. El gobierno de Bombay rechazó este nuevo tratado y dio refugio a Raghunathrao. En 1777 Nana Phadnis violó el tratado con el Consejo de Calcuta por la concesión a los franceses de un puerto en la costa oeste. Los británicos respondieron mediante el envío de una fuerza hacia Pune. El enredo incrementó el apoyo de las autoridades de Londres a Bombay, que en 1778-79 volvió a apoyar a Raghunathrao. La paz se restableció en 1782.

## Batalla de Wadgaon

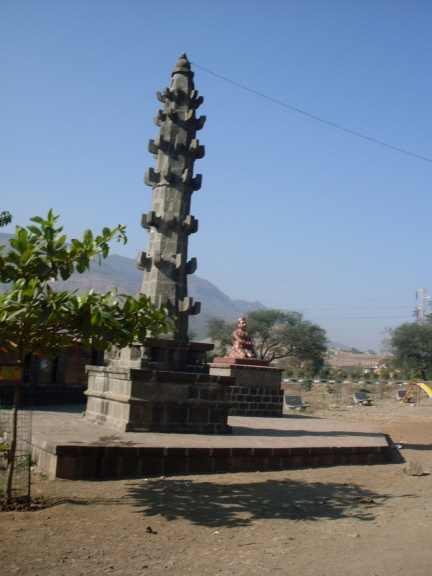
Memorial a la victoriosa Confederación Maratha en la batalla de Wadgao

La fuerza de la East India Company de Bombay constaba de unos 3.900 hombres (alrededor de 600 europeos, el resto de Asia) acompañada por muchos miles de funcionarios y trabajadores especializados. A ellos se unieron en el camino por las fuerzas de Raghunath, agregando varios miles de soldados más, y más de artillería. El ejército Maratha incluidas las fuerzas que aportan todos los socios de la federación, decenas de miles en todo, comandado por el brillante Tukojirao Holkar y el General Mahadji Shinde (también conocido como Mahadji Sindia). Mahadji ralentizó la marcha británica y envió fuerzas hacia el oeste hasta cortar sus líneas de suministro. Cuando se enteraron de esto, los británicos se detuvieron en Talegaon, una marcha de unas cuantas horas a paso ligero a partir de Pune, pero los días de distancia para los miles de funcionarios de apoyo con sus carretas de bueyes. Ahora la caballería Maratha hostigaba a los enemigos por todos lados. Los marathas también utilizaron una política de tierra quemada, tierras de cultivo y la quema de pozos de envenenamiento. Los británicos comenzaron a retirarse de Talegaon en medio de la noche, pero atacó a los marathas, lo que obligó a detener en el pueblo de Wadgaon (ahora llamada Vadgaon Maval), donde fue rodeado por las fuerzas británicas 12 de enero 1779. Al final del día siguiente, los británicos estaban dispuestos a discutir los términos de la rendición, y el 16 de enero firmó el Tratado de Wadgaon que obligó al gobierno a renunciar a Bombay todos los territorios adquiridos por la oficina de Bombay de la East India Company desde 1773.

## Respuesta británica
Los refuerzos desde el norte de la India, al mando del coronel Goddard, llegó demasiado tarde para salvar a la fuerza de Bombay. El gobernador general británico en Bengala, Warren Hastings, rechazó el tratado sobre la base de que los funcionarios de Bombay no tenía poder legal para firmar, y ordenó a Goddard garantizar los intereses británicos en la zona. 6000 tropas de Goddard capturaron Ahmedabad en febrero de 1779, y Bassein en diciembre de 1780. Otro destacamento bengalí, liderado por el capitán Popham, capturaron Gwalior en agosto de 1780. Hastings envió una fuerza para hostigar a Mahadji Shinde, que comandaba el mayor Camac; en febrero de 1781, los británicos vencieron a Shinde en la ciudad de Sipri, pero cada uno de sus movimientos después de que fue la sombra de su ejército mucho más grande, y sus suministros fueron cortados, hasta que hicieron una incursión nocturna desesperada a finales de marzo, la captura no sólo proporciona, sino incluye armas de fuego y elefantes. A partir de entonces, la amenaza militar de las fuerzas de Shinde, para los británicos eran mucho más pequeños.

## Tratado de Salbai

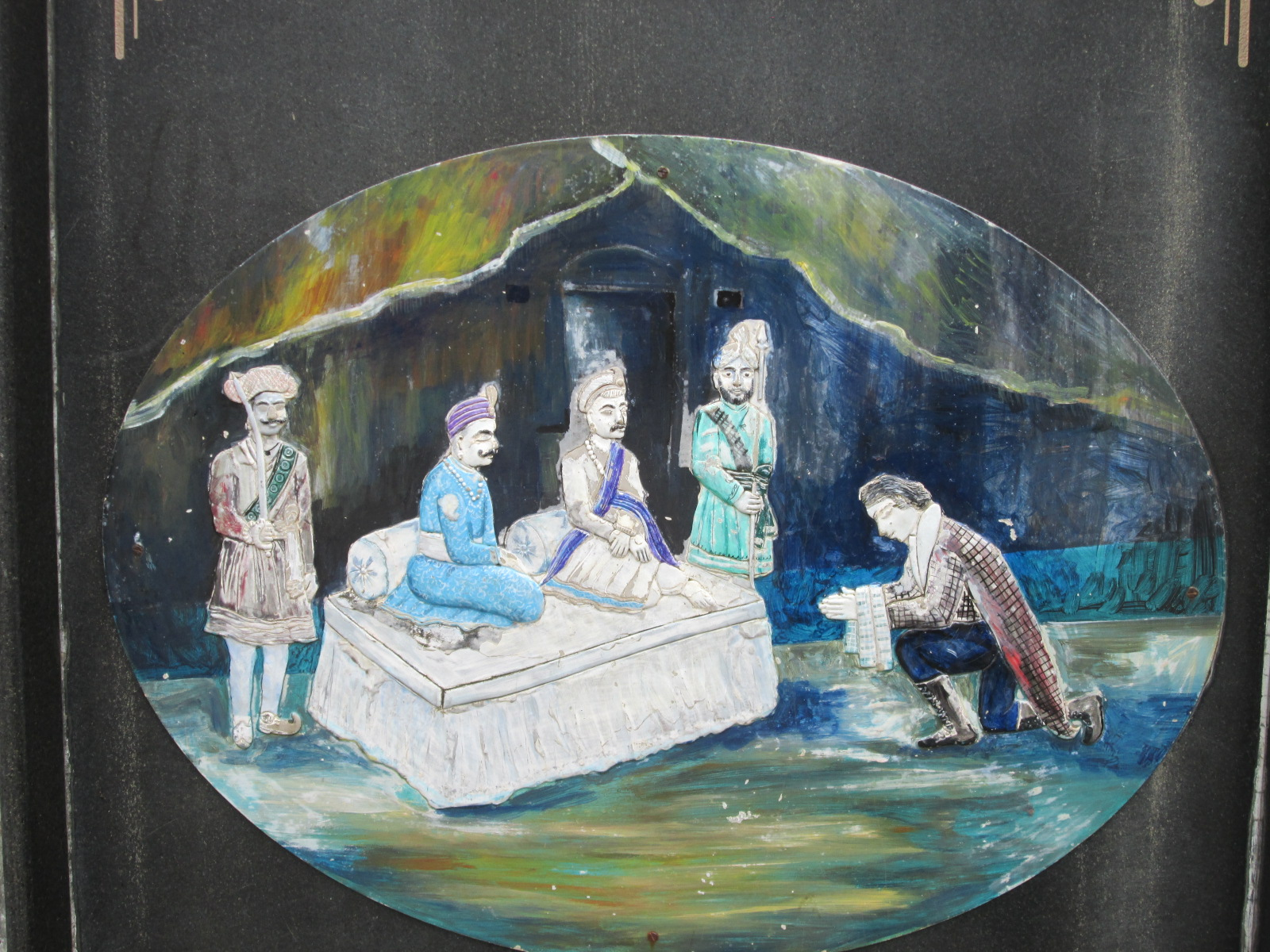
Mural que representa la rendición británica y la firma de un tratado con el poderoso reino Maratha de la India como parte de la Primera Guerra Anglo-Maratha (1779 d. C.). El mural retrata a un oficial británico rindiéndose ante S.S. Mahadaji Scindia (maharajá y caballero del gobierno Mahratta, que también sirvió como general militar durante la guerra) y Nana Fadanvis (ministro del gobierno Mahratta). El mural es parte del Monumento a la Victoria (Vijay Stambh) ubicado en Wadgaon/Vadgaon Maval (frente a la NH-4, Malinagar, Wadgaon Maval, Pune, India).

Después de la derrota, Shinde propuso un nuevo tratado entre el Peshwa y los británicos de que reconocerían al Madhavrao joven como el Peshwa y conceder a Raghunathrao una pensión. Este tratado, conocido como el Tratado de Salbai, se firmó el 17 de mayo de 1782, y fue ratificada por Hastings en junio de 1782 y por Phadnis en febrero de 1783. El tratado también volvió a Shinde todos sus territorios al oeste del Yamuna. También garantiza la paz entre las dos partes durante veinte años y poniendo fin a la guerra.